# Tarik Moree
Tarik Moree (Voorburg, 7 juni 1996) is een Nederlands acteur. Hij speelde in diverse films en series, waaronder Toen was geluk heel gewoon, Gameboy en Doris.

## Levensloop
Moree begon op zesjarige leeftijd bij Jeugdtheaterschool Rabarber in Den Haag en na zijn middelbare school studeerde hij aan de Toneelacademie Maastricht.
Moree maakte in oktober 2011 zijn debuut als televisieacteur in de KRO-serie Seinpost Den Haag, waarin hij de rol van Wes vertolkte. Bijna twee jaar later, in september 2013, speelde Moree de hoofdrol van Willem in de Net5-serie Doris. In januari 2014 maakte Moree zijn debuut op het grote scherm, toen hij de rol van Odin de Groot vertolkte in de bioscoopfilm Helium. Datzelfde jaar was hij tevens te zien in de films Toen was geluk heel gewoon en Gameboy.
In de jaren die volgde speelde Moree in meerdere films, waaronder Prooi, Tonio en Doris, voordat hij de hoofdrol van Brian Poelman ging vertolken in de Videoland-serie Lieve Mama. Hierna was Moree te zien in series zoals Oogappels, Adem in, Adem uit en Deep Shit.
Naast film en televisie is Moree actief als theateracteur, hij speelde onder andere mee in de voorstellingen La Tendre Guerre en Het Wim Sonneveld-Complex.

## Filmografie

### Film
- 2014: Helium, als Odin de Groot
- 2014: Toen was geluk heel gewoon, als Japie Stokvis
- 2014: Gameboy, als Tarik
- 2016: Prooi, als jongen in fietstunnel
- 2016: Tonio, als Jim
- 2017: Limburgia, als Huub Willems
- 2018: Ware, als Mickey de Bie
- 2018: Doris, als Willem
- 2018: Dromers, als Sjaak
- 2021: Wit Goud, als Tarik
- 2021: Haru, als Haru
- 2021: Boys Feels: I Love Trouble, Tarik
- 2021: Grootse dingen, als Luuk
- 2022: Costa!!, als Baruch

### Televisie
- 2011: Seinpost Den Haag, als Wes
- 2013: Doris, als Willem
- 2018: Zuidas, als Igor Vroesjnik
- 2018: Spuit Elf, als Bruno
- 2020: Lieve Mama, als Brian Poelman
- 2020: Koppensnellers, als Chermain
- 2021: Oogappels, als student
- 2021: Adem in, Adem uit, als Berend
- 2021: Onze straat: Othala, als Daine
- 2021: Deep Shit, als Tarik
- 2022: Planeta Singli. Osiem historii, als apotheker
- 2022: Het verhaal van Nederland, als Lumey
- 2022: Flikken Rotterdam, als Jim
- 2023: Rundfunk: Duco & Roy, als Djonko
- 2025: Flikken Maastricht, als Melvin Groen
- 2025: Ik val niet, ik dans,  als Rotstheatre